# Trey Palmer
Raymontre Palmer (Kentwood, Luisiana; 2 de abril de 2001) más conocido como Trey Palmer, es un jugador profesional estadounidense de fútbol americano, se desempeña en la posición de wide receiver en Tampa Bay Buccaneers, en la National Football League (NFL).

## Carrera
Hizo su debut profesional con el equipo Tampa Bay Buccaneers, lleva jugando una temporada, comenzó en el 2023.